# Stephen Barrett
Stephen Joel Barrett (Nueva York, 1933) es psiquiatra y webmaster de Quackwatch, vicepresidente de la Asociación Nacional contra el Fraude en la Asistencia Sanitaria de los Estados Unidos y miembro del Comité para la Investigación Escéptica. También es miembro del Instituto para la Ciencia en Medicina. Es editor del revista digital Consumer Health Digest y ha sido revisor de varias revistas médicas.
A través de la web Quackwatch.org denuncia el fraude de las medicinas alternativas.